# Vereaux
Vereaux är en kommun i departementet Cher i regionen Centre-Val de Loire i de centrala delarna av Frankrike. Kommunen ligger  i kantonen Sancoins som tillhör arrondissementet Saint-Amand-Montrond. År 2022 hade Vereaux 137 invånare.

## Befolkningsutveckling
Antalet invånare i kommunen Vereaux
Referens:INSEE